# 从江角蟾
从江角蟾（学名：Boulenophrys congjiangensis），一种于中华人民共和国贵州省从江县月亮山自然保护区发现的两栖动物，隶属于角蟾科布角蟾属。

## 形态特征
从江角蟾体型中等，雄蟾体长28.6～33.4毫米，雌蟾体长38.4～40.2毫米。身体背面皮肤粗糙，呈棕灰色，散布细小的橘红色痣粒，背部中央有“X”形深色斑纹，眶间具棕色倒三角形斑纹；四肢背面具4条横纹；喉部和胸部前部浅紫褐色；腹部浅橘红色，分布大的白色斑点和小的灰色斑点；腹部两侧有小的白色斑点和大的黑色斑点。

## 保护
本种于2023年被收录入《有重要生态、科学、社会价值的陆生野生动物名录》。